# Самира
Самира (на арабски: سميرة; на санскрит: समीर) е арабско женско име, означаващо забавна и приятна събеседница.
С това име се пожелава въпросното момиче, да е обичано от хората и да има много и добри приятели. Името е рядко използвано в България, предимно сред мюсюлманските общности. На турски език е Семра.
Тези жени нямат имен ден в България.
Известна личност в арабския свят, носеща това име е мароканската певица Самира Саид.

## Бъгарски личности
- Самира Мохамед – участничка в Байландо.
- Семра Ниязиева – участничка в Сървайвър първи сезон.